# Phalaenopsis taenialis
Phalaenopsis taenialis is een epifytische orchidee die voorkomt van de oostelijke Himalaya tot in China (Yunnan). De soortaanduiding taenialis is afgeleid van de lange, afgeplatte wortels, die lijken op lintwormen. De soortaanduiding taenialis, van het latijnse taenia, betekent lint of band.

## Beschrijving
Deze soort heeft afgeplatte, verrucose wortels, die ontspringen aan onopvallende stengels met enkele, bladverliezende, 1-3,5 cm lange en 4-13 cm lange bladeren. De bladeren vallen meestal af tijdens de bloeiperiode of het droge seizoen, maar meestal blijft er één blad over. De bloei vindt plaats in juni en één of twee wijd opengaande, lichtroze tot rosepaarse bloemen staan aan 6,5-19 cm lange, okselstandige trossen. De zuil is breed uitgespreid aan de stempel. De helmknop is subglobose. Het labellum heeft een subcilindrische uitloper, die naar beneden wijst in een rechte hoek ten opzichte van de eierstok.
Het chromosomenaantal is 2n = 36, 38, 40, 57.

## Taxonomie
Deze soort lijkt sterk op de nieuw gepubliceerde soort Phalaenopsis arunachalensis, die per maart 2022 niet geaccepteerd wordt door de World Checklist of Selected Plant Families (WCSP) van de Royal Botanic Gardens Kew, evenals Phalaenopsis honghenensis.

### Synonymie metPhalaenopsis braceana
Als gevolg van veranderingen na de bestuiving worden de bloemen van Phalaenopsis taenialis geel of oranje. Deze verandering kan ook het gevolg zijn van stress. Deze veranderingen verminderen de aantrekkelijkheid van de bloemen voor potentiële bestuivers. De oorspronkelijke beschrijving van Doritis braceana was gebaseerd op Phalaenopsis taenialis specimens, die deze veranderingen van bloemkleuring vertoonden.
De naam Phalaenopsis braceana is abusievelijk toegepast op verschillende soorten. De enige juiste toepassing is echter als synoniem van Phalaenopsis taenialis.

## Teelt
Gevestigde planten zijn betrekkelijk gemakkelijk te kweken op drijfhout of kurkbast. De afgeplatte wortels, die er als lintwormen uitzien, moeten met grote voorzichtigheid worden gehanteerd. De plant heeft baat bij warme, vochtige omstandigheden in de zomer en koele, droge omstandigheden in de winter. Dit bootst het klimaat na waaraan hij is aangepast.

## Ecologie
Deze soort komt epifytisch voor op boomstammen op hoogtes van 1100-2200 m boven zeeniveau. Hij groeit op een verscheidenheid van breedbladige phorophyten met gladde of ruwe schors, zoals eiken en Rhododendron. Hij wordt aangetroffen in schaduwrijke omstandigheden.

## Fytochemie
Uit deze soort is de alkaloïde Phalaenopsin La geïsoleerd. In tegenstelling tot sommige andere Phalaenopsis-soorten was de andere vorm Phalaenopsin T niet aanwezig.

## Instandhouding
Deze soort komt overvloedig voor in de natuur en er zijn talrijke herbariumexemplaren verzameld. Vóór de instelling van de CITES-reglementering inzake de internationale handel werden uit het wild verzamelde exemplaren veelvuldig geëxporteerd vanuit Noordoost-India. Deze soort wordt echter bedreigd door ontbossing en stroperij.